# Heteroderes inexpectatus
Heteroderes inexpectatus is een keversoort uit de familie kniptorren (Elateridae). De wetenschappelijke naam van de soort is voor het eerst geldig gepubliceerd in 1969 door Kishii.